# Mużyłów
Mużyłów (ukr. Мужилів) – wieś na Ukrainie w rejonie tarnopolskim obwodu tarnopolskiego.
W 1698 wioska została spalona przez Tatarów po bitwie pod Podhajcami.
W II Rzeczypospolitej Mużyłów był w składzie gminy wiejskiej Staremiasto w powiecie podhajeckim w województwie tarnopolskim.
Do 2020 w rejonie podhajeckim.

## Dwór
- murowany dwór wybudowany w stylu klasycystycznym na początku XIX w. przez rodzinę Władów przetrwał do 1939 r.[2]